# Anton Diabelli
Anton (Antonio) Diabelli (1781-1858) là nhà soạn nhạc, nghệ sĩ piano, nhà sư phạm người Áo.

## Cuộc đời và sự nghiệp
Anton Diabelli là ca sĩ của dàn hợp xướng tại Nhà thờ Salzburg. Ông vốn là học trò của Michael Haydn. Nhạc tôn giáo của ông rất phổ biến tại Áo. Giá trị của chúng về mặt sư phạm khiến chúng được lan truyền rộng rãi. Tuy nhiên, ông đi vào lịch sử là nhờ Nhà xuất bản Diabelli và Co mà ông là người sáng lập. Nhà xuất bản này đã ấn hành các tác phẩm của Joseph Haydn, Wolfgang Amadeus Mozart và nhất là của Franz Schubert.

## Các tác phẩm
Anton Diabelli viết một số lượng tác phẩm đồ sộ, gồm các bản mixa, motet, nhạc sân khấu và các bản nhạc cho piano.

### Sheetmusic
- Rischel & Birket-Smith's Collection of guitar music Det Kongelige Bibliotek, Denmark
- Boije Collection Lưu trữ ngày 10 tháng 3 năm 2008 tại Wayback Machine The Music Library of Sweden
- www.karadar.com/Dictionary/diabelli.html
- Bản nhạc miễn phí bởi Anton Diabelli tại Dự án Thư viện Bản nhạc Quốc tế (IMSLP)
- Free scores by Anton Diabelli trong Choral Public Domain Library (ChoralWiki)
- Free scores at the Mutopia Project